# BMW Seria 8
BMW Seria 8 este o gamă de coupé-uri și decapotabile grand turism comercializate de BMW. A fost introdus pentru prima dată în 1990 sub codul E31 și a fost disponibil doar ca coupé (cu două uși).